# Негованці
Негова́нці (болг. Негованци) — село в Перницькій області Болгарії. Входить до складу общини Радомир.

## Населення
За даними перепису населення 2011 року у селі проживали 106 осіб, з них 104 особи (99,0%) — болгари.
Розподіл населення за віком у 2011 році:
Динаміка населення: